# Exarna
Exarna is een geslacht van rechtvleugeligen uit de familie veldsprinkhanen (Acrididae). De wetenschappelijke naam van dit geslacht is voor het eerst geldig gepubliceerd in 1893 door Brunner von Wattenwyl.

## Soorten
Het geslacht Exarna  is monotypisch en omvat slechts de volgende soort:
- Exarna includens (Walker, 1870)